# Martialis heureka
Martialis heureka Rabeling & Verhaagh, 2008 è una formica endemica della foresta amazzonica. È l'unica specie del genere Martialis e della sottofamiglia Martialinae.
È una specie molto rara ed elusiva. I primi due esemplari scoperti, raccolti in un'area vicino a Manaus nel 1998, sono andati distrutti. Dopo anni di ricerche, un terzo esemplare, che rappresenta l'attuale olotipo della specie, è stato ritrovato nel 2003.
È ritenuta una delle entità più ancestrali nella linea evolutiva delle Formicidae.

## Etimologia
Il nome del genere (Martialis in latino = "che appartiene a Marte") fa riferimento agli insoliti caratteri morfologici, che hanno indotto i mirmecologi Stefan P. Cover e Edward O. Wilson ad attribuire a questa specie il nome di "formica marziana".
L'epiteto specifico deriva dal greco eureka (εὕρηκα o ηὕρηκα = "ho trovato"). Il riferimento alla celebre esclamazione di Archimede vuole richiamare le difficoltose ricerche che sono state necessarie per il ritrovamento della specie.

## Descrizione

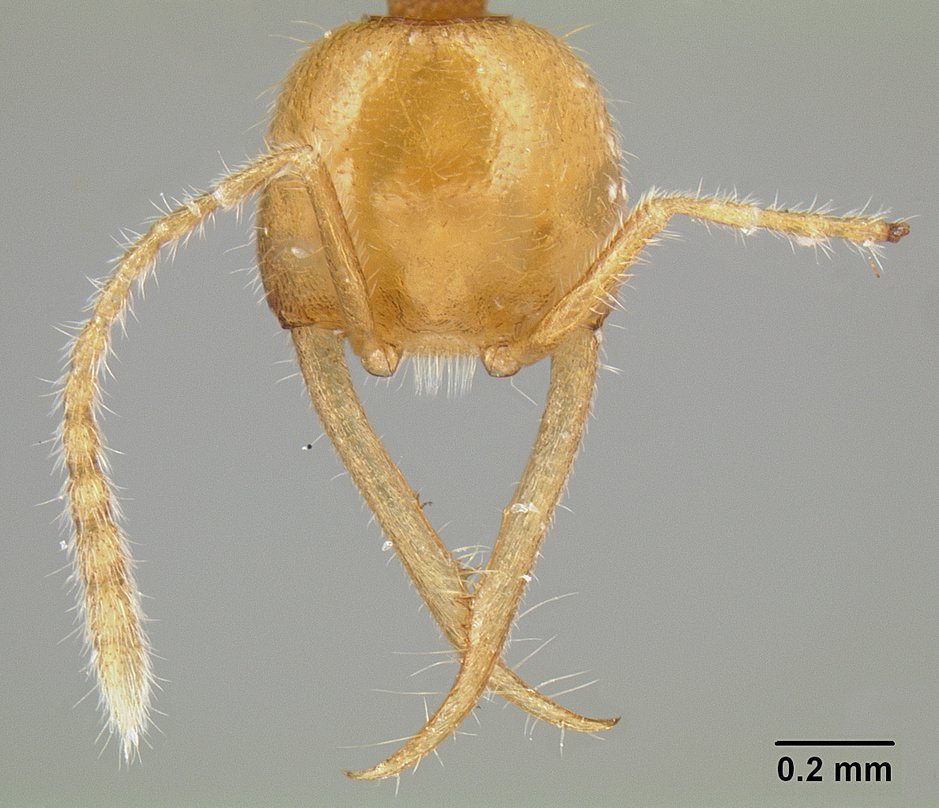

Alcuni caratteri morfologici di M. heureka sono condivisi con tutte le altre specie della famiglia Formicidae: la presenza di una ghiandola metapleurale sul torace, le caratteristiche antenne genicolate, con primo articolo particolarmente allungato, e il caratteristico peziolo.
Al di là di questi elementi comuni le operaie di M. heureka presentano alcuni caratteri che le differenziano nettamente dalle altre specie della famiglia:  hanno mandibole insolitamente allungate, e, rispetto alle robuste zampe anteriori, le due paia di zampe posteriori sono sottili e affusolate; sono inoltre prive di occhi e marcatamente depigmentate.

## Biologia
Non è stato mai possibile osservare approfonditamente in natura il comportamento di questa specie. Sulla base dei caratteri morfologici dei pochi esemplari disponibili si ritiene che vivano in colonie sotterranee e che predino piccoli invertebrati.

## Distribuzione e habitat
I tre unici esemplari noti di questa specie sono stati raccolti nella lettiera di un'area di foresta amazzonica nei pressi di Manaus (Brasile).